# Normandie

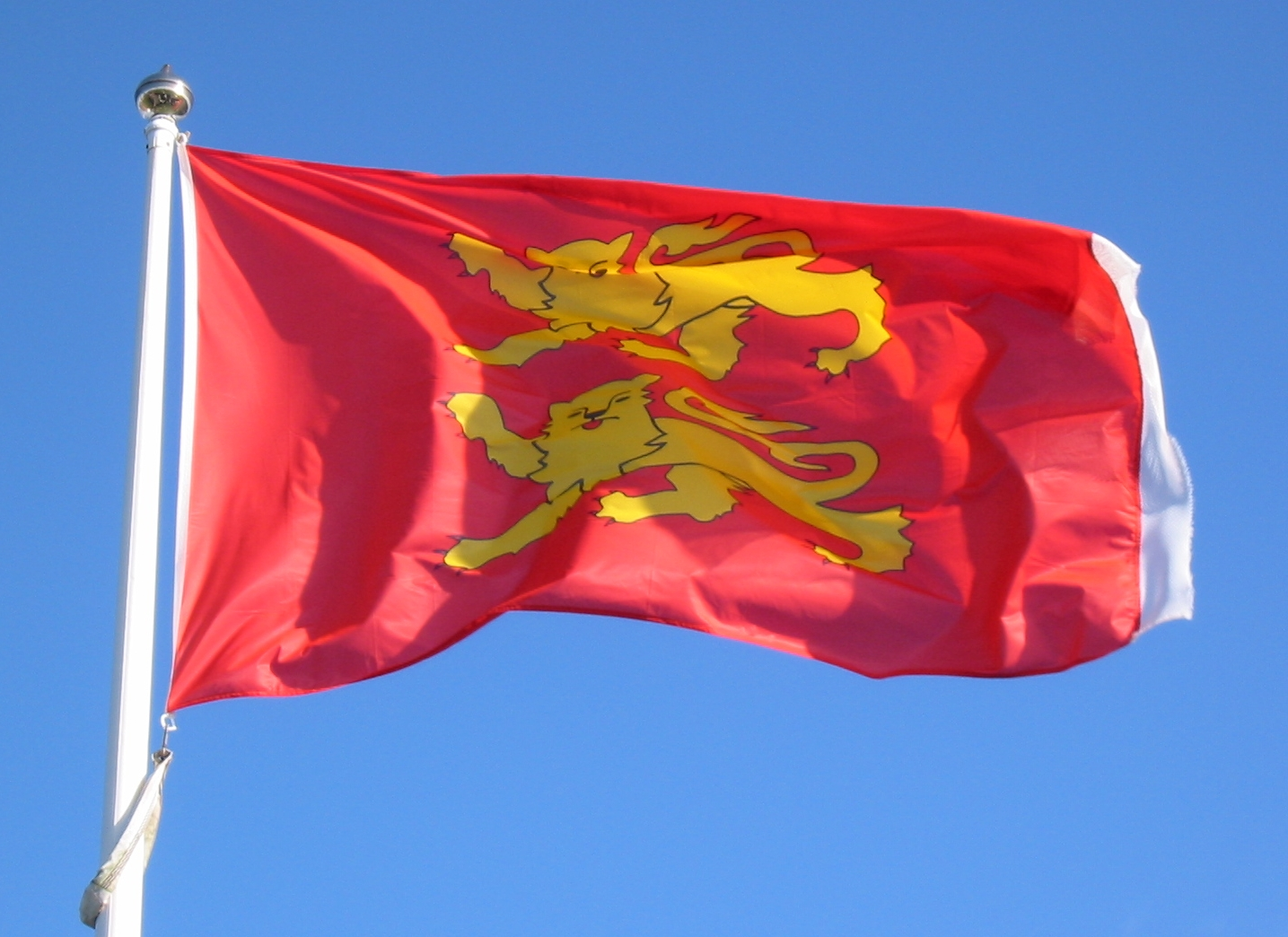
Normandská vlajka

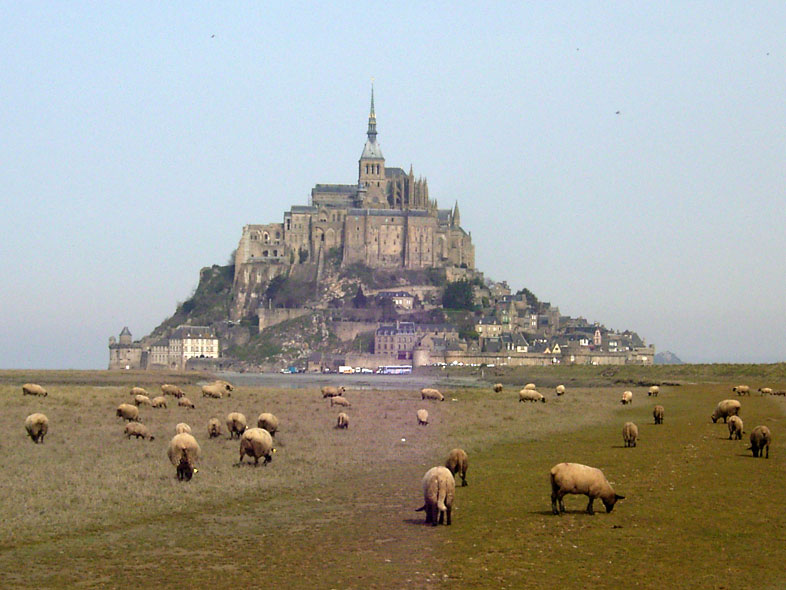
Mont-Saint-Michel jeden ze symbolů Normandie patřící mezi nejnavštěvovanější francouzské památky vůbec

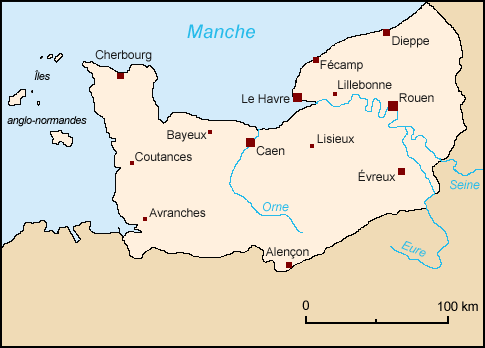
Mapa Normandie

Normandie je historické území v severozápadní Francii u Lamanšského průlivu nazvané podle vikingského kmene Normanů. Před rokem 1790 byla Normandie jednou z francouzských provincií. Normandie od roku 2016 označuje jeden ze 13 metropolitních regionů Francie. 
V 10.–12. století zde bylo mocné normandské vévodství, jehož představitelé přejali franský (francouzský) jazyk a kulturu a v 11. století ovládli Anglii. Na počátku 13. století francouzský král Filip II. August dobyl a připojil Normandii k francouzské koruně, s výjimkou několika Normanských ostrovů, které zůstaly v trvalém držení Anglie.

## Pojmenování
Je pojmenována podle Vikingů, Franky nazývaných Normané (lat. Normani, fr. Normand). Latinskou příponou -ia vznikl název Normandia, „země Normanů“.

## Historie
Původně zde bylo keltské osídlení, které bylo v letech 58–52 př. n. l. násilně přičleněno k říši římské. Z tohoto římského období pochází většina dnešních jmen měst a oblastí – Lillebonne, Coutances, Pays de Caux. Od 6. století se stala Normandie součástí Franské říše, resp. Neustrie.
Od konce 8. století začaly vikingské kmeny z Dánska a dalších severských zemí provádět loupeživé nájezdy na franská území. Oblíbeným cílem násilností byly zvláště kláštery se svým nahromaděným bohatstvím. K četným nájezdům patřilo i obléhání Paříže v letech 885–887, které způsobilo krizi v postavení Karlovců.
Roku 911 franský král Karel III. Francouzský porazil normanského vůdce Rolla u Rouenu. Součástí mírových smluv bylo poskynutí území (rouenské knížectví), kde se Normané usídlili a zároveň uznali lenní svrchovanost krále a přijali křest. Z loupeživých dobyvatelů se tak stala nová usedlá vládnoucí vrstva, která rychle rozšířila své panství na normanské vévodství. 
| „                 | ... Karel dohnán strachem dal jim k obývání zemi, která, když se uvázali v její držení, podle Normanů obdržela jméno Normandie... | “ |
| — Helmold z Bosau | |   |

Normandie příštích skoro 300 let skvěle prosperovala. V 11. století započala výstavba velkých chrámů a katedrál, města jako Rouen či Caen byla rozšířena a opevněna. Další vévoda Vilém Dobyvatel se v roce 1066 po dobytí Anglie stal anglickým králem a postupem času se do Anglie přestěhovalo i centrum normanské moci. Francouzské království se snažilo získat zpět vliv na své léno, což se definitivně podařilo až na konci stoleté války. V roce 1469 Ludvík XI. rozpustil svaz normandských vévodů a udělal z Normandie obyčejnou francouzskou provincii řízenou z Paříže.
Během druhé světové války, dne 6. června 1944, zde Spojenci uskutečnili vylodění známé jako operace Overlord. Caen, Cherbourg, Carentan, Falaise a další normandská města utrpěla mnoho ztrát. Následovalo osvobození Le Havru. To byl významný obrat ve válce a vedlo to k obnovení Francouzské republiky.

## Současnost
Nyní jde o geograficko-kulturní celek rozkládající se v okolí dolního toku Seiny, na západě sahající až k poloostrovu Cotentin. Mezi roky 1956 a 2015 byla Normandie rozdělena do dvou francouzských regionů – Haute-Normandie a Basse-Normandie. Od 1. ledna 2016 jsou oba regiony spojeny do jednoho regionu Normandie, který sestává z 5 departementů (Seine-Maritime, Eure, Orne, Calvados a Manche).
Historicky k Normandii přísluší i Normanské ostrovy, které jsou jako Jersey a Guernsey britskými korunními závislými územími.

## Zajímavá města a místa
- Caen
- Útes Point du Hoc – místo vylodění příslušníků americké jednoty Rangers 6. června 1944.
- Hřbitov v Colleville-sur-Mer (American Normandy Cemetery and Memorial) – americký vojenský hřbitov padlých z druhé světové války.
- Arromanches – muzeum Dne D (D-Day Museum Arromanches) a pozůstatky umělého spojeneckého přístavu Mulberry
- Pegasus Bridge u Bénouville (umístěn v muzeu Pegasus Memorial) – zvedací most přes kanál řeky Orne, místo kluzákového výsadku britských výsadkářů v noci z 5. a 6. června 1944.

## Galerie

Mont-Saint-Michel
Hrad Gaillard
Honfleur
Le Havre
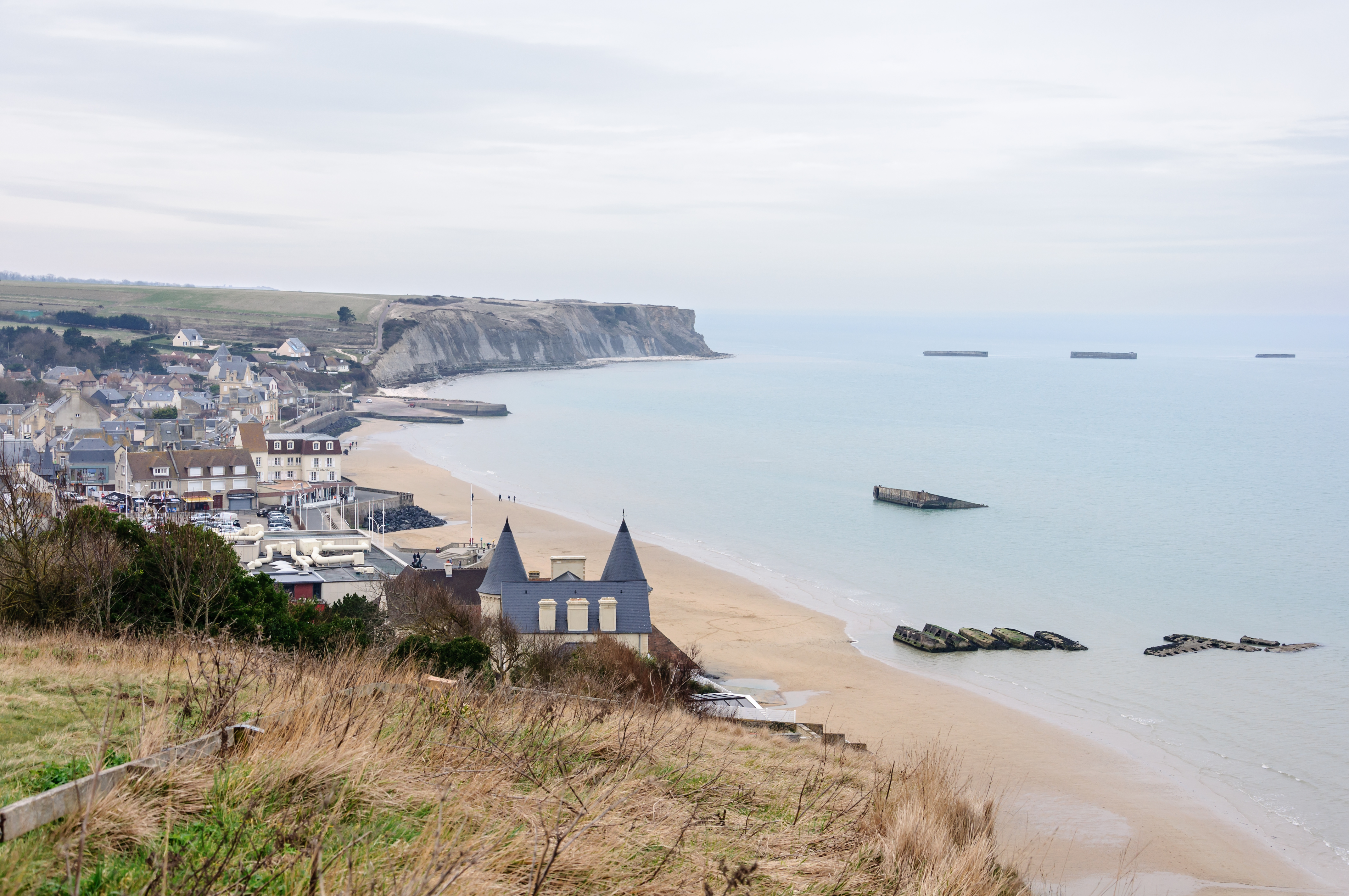
Arromanches, přístav Mulberry
Hrázděné domy v Rouen
Saint-Céneri-le-Gérei
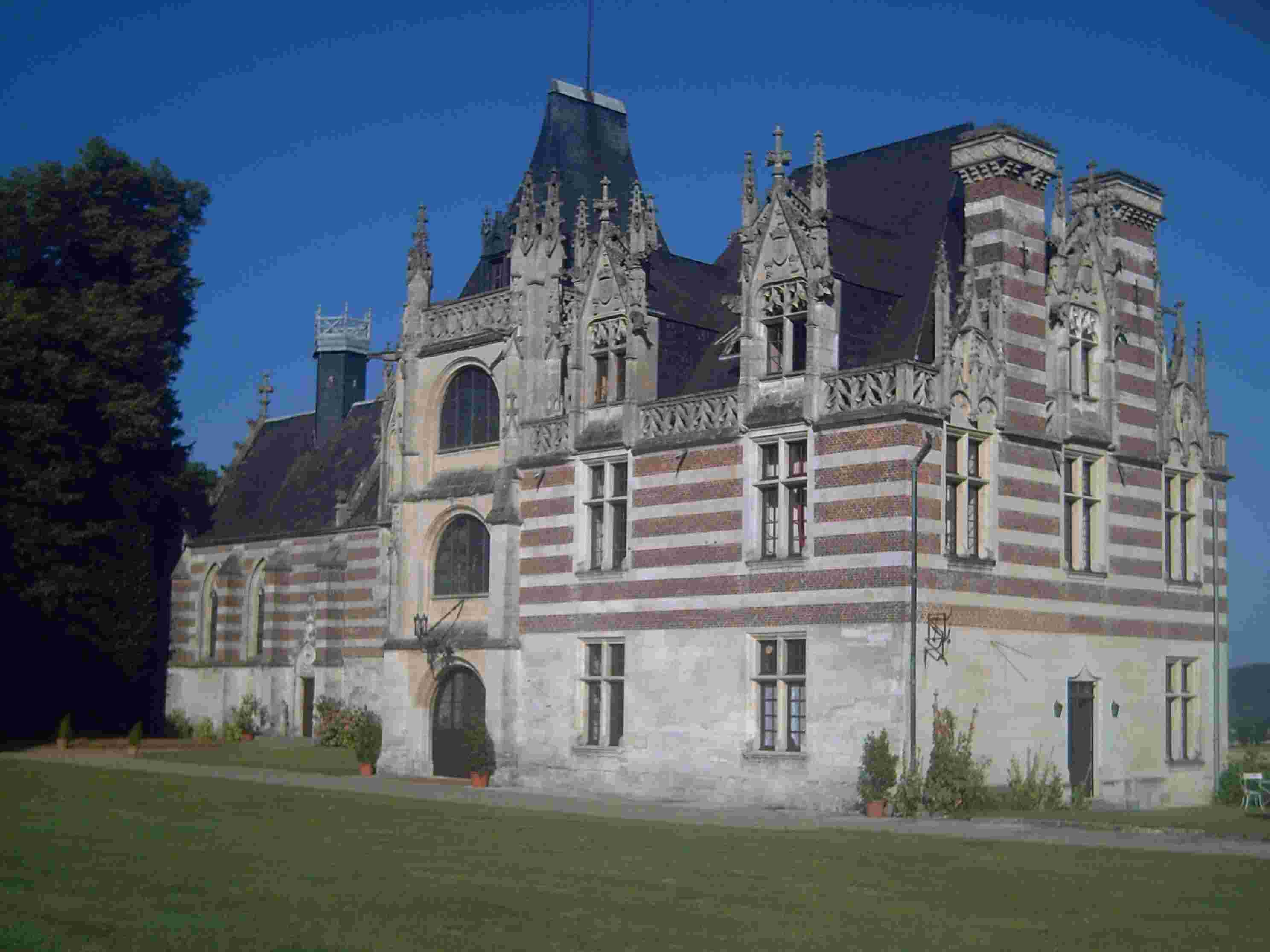
Château d'Ételan (1494)
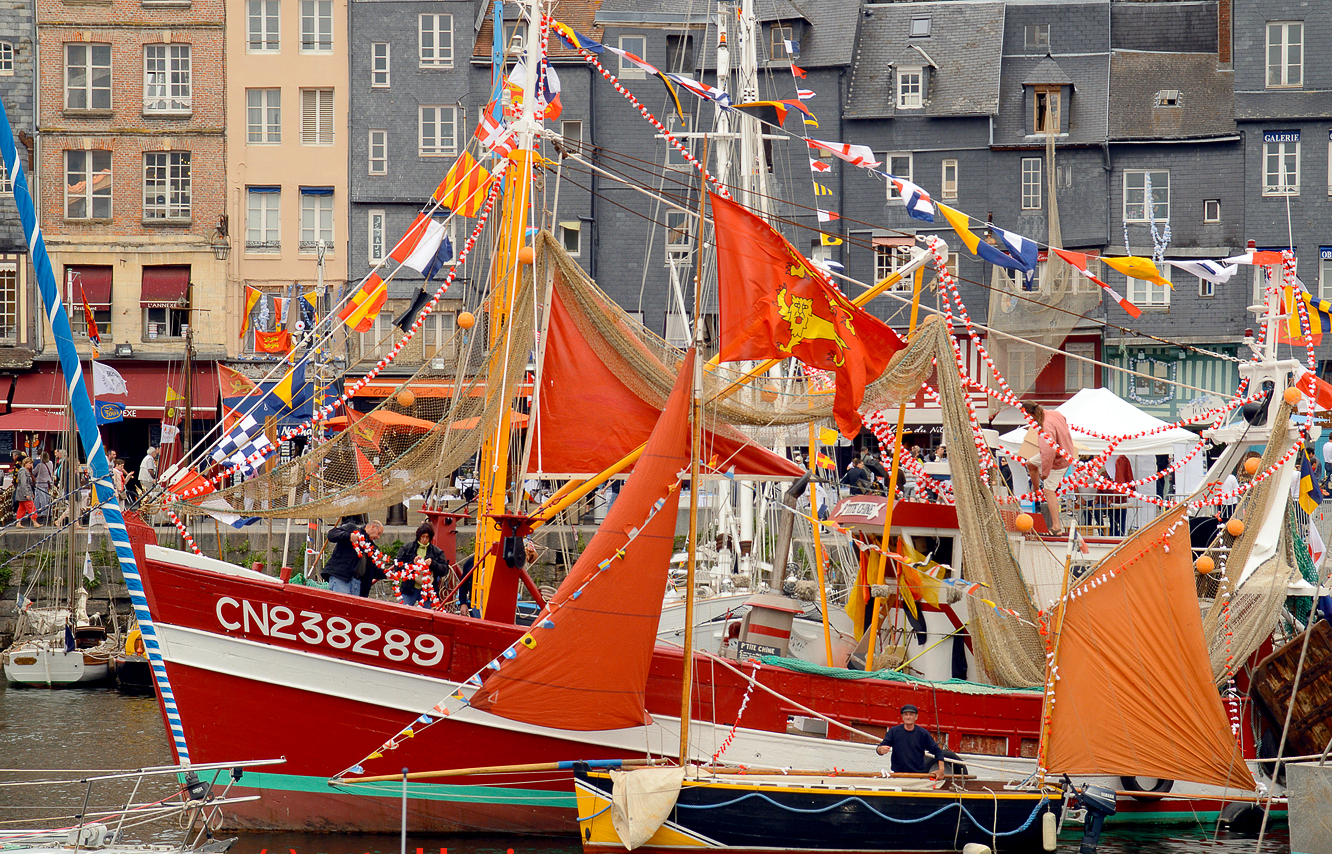
Zdobené lodě v přístavu Honfleur
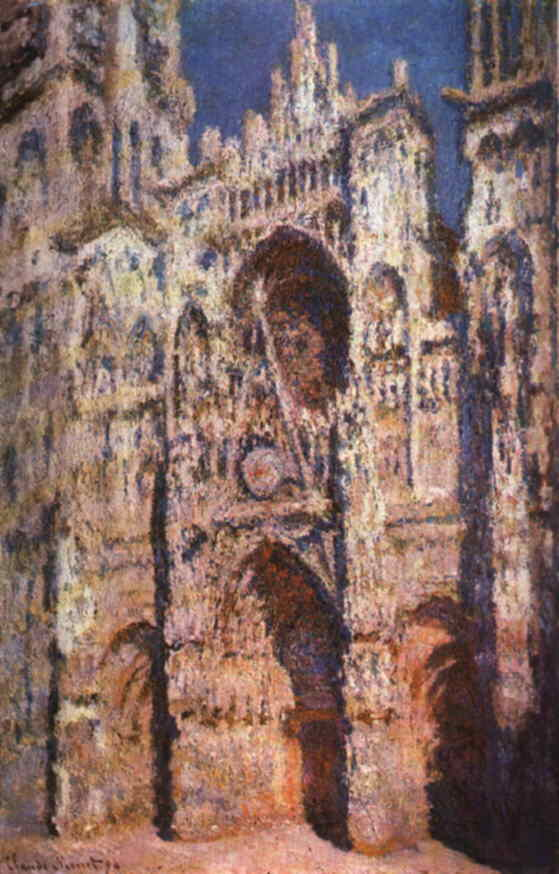
Katedrála v Rouen od Claude Moneta
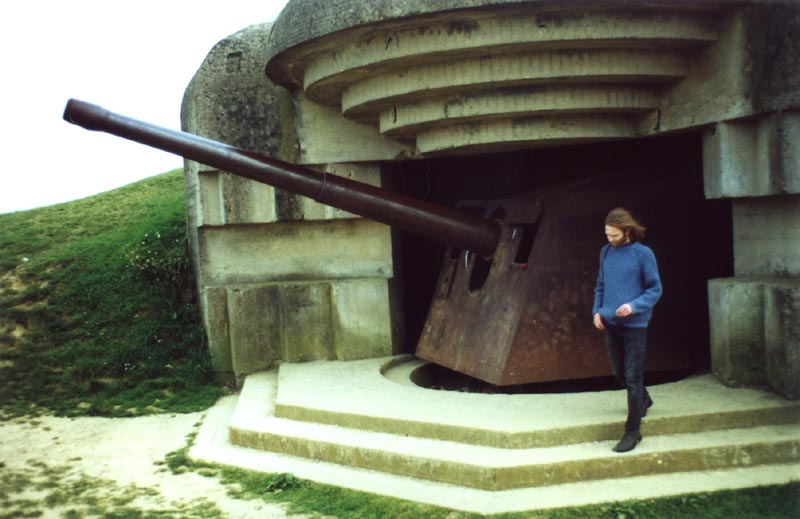
Druhá světová válka 15 cm TbtsK C/36 německá pobřežní zbraň
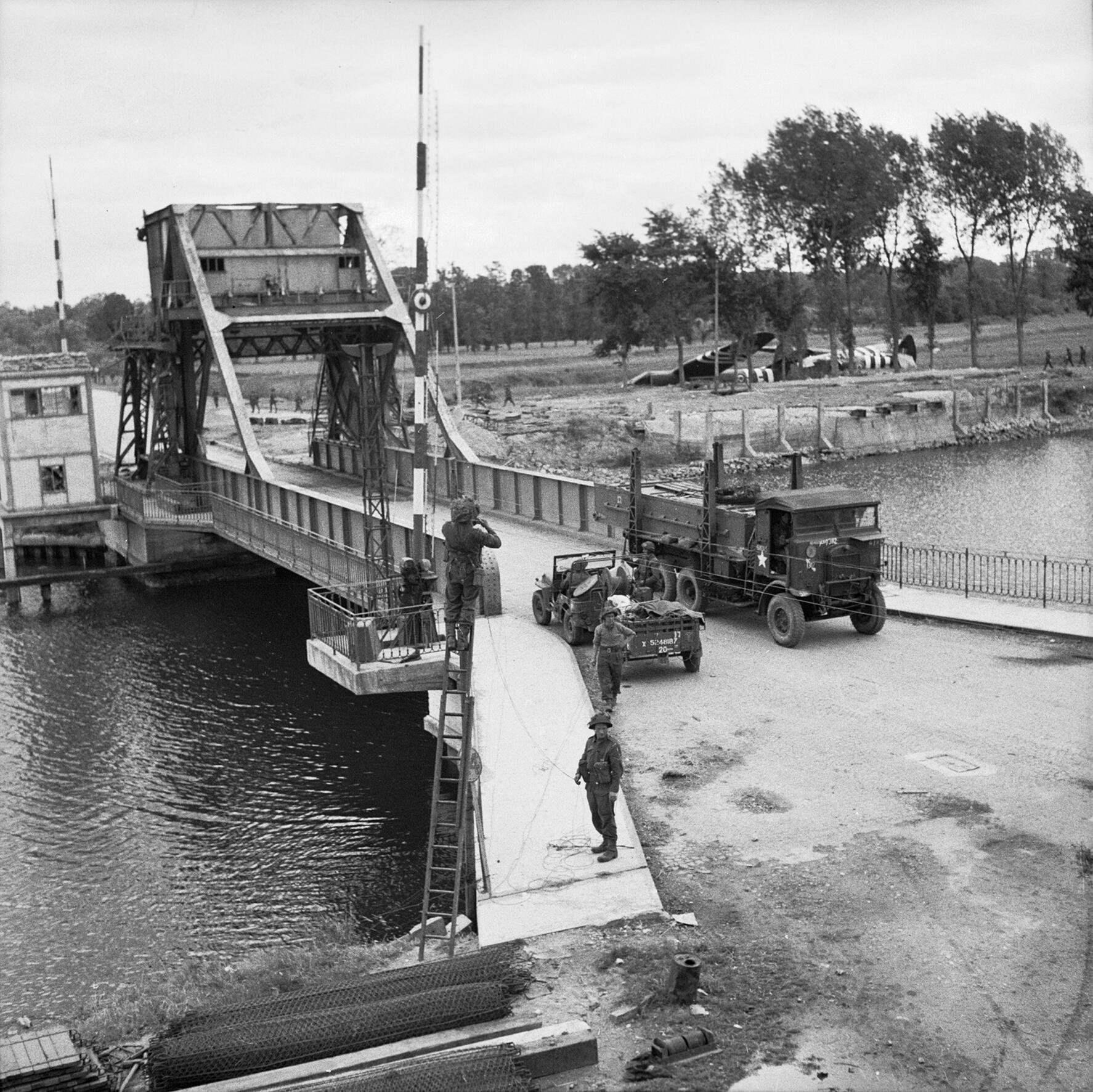
Pegasův most
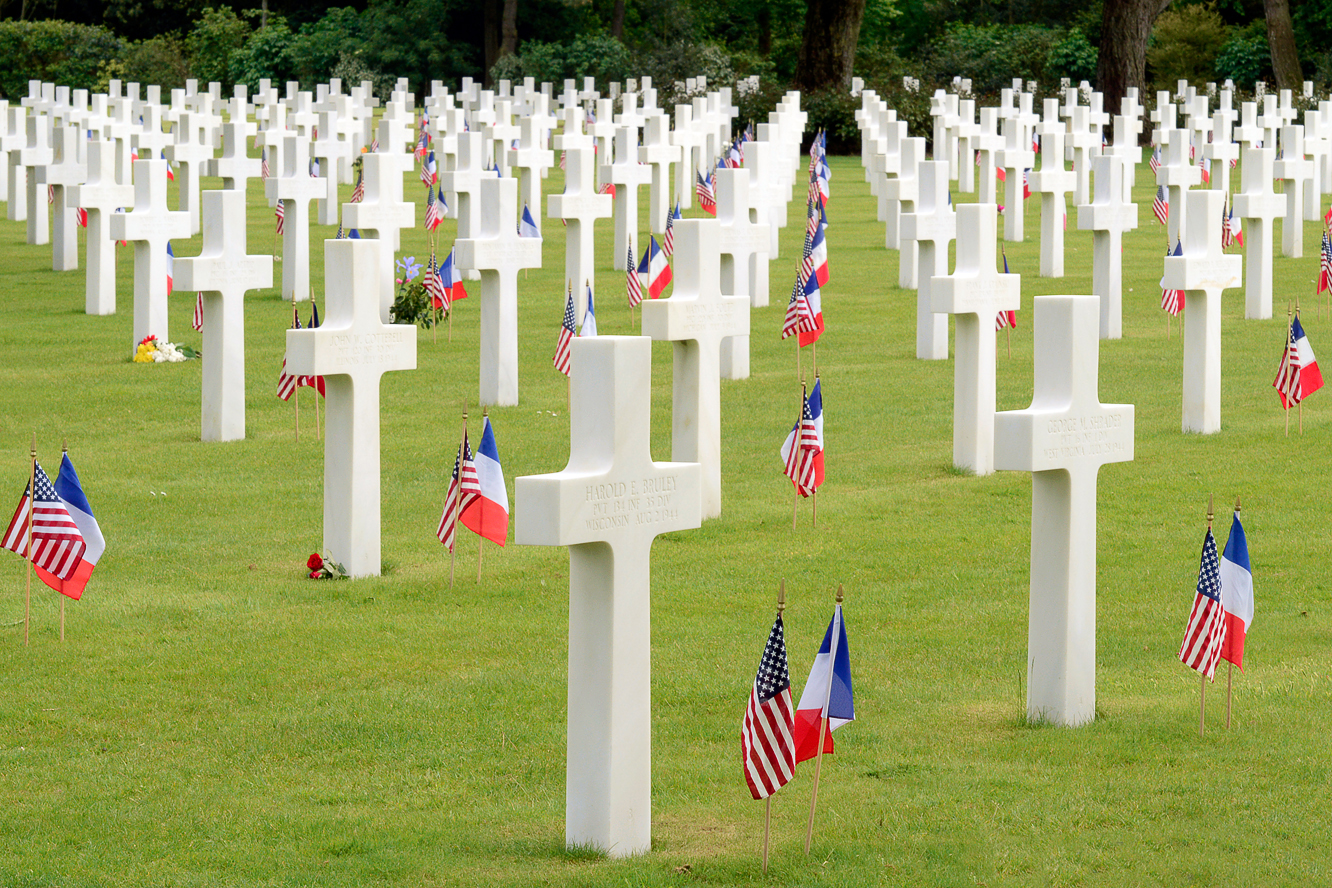
Americký hřbitov a památník v Normandii poblíž Colleville-sur-Mer